# Barcita subviridescens
Barcita subviridescens là một loài bướm đêm trong họ Noctuidae.